# Bronnengeheim
Het  bronnengeheim of journalistiek bronnengeheim is het recht van journalisten op geheimhouding van hun informatiebronnen.

## Europa
Volgens het Europees Hof voor de Rechten van de Mens ligt het bronnengeheim besloten in het recht op vrije meningsuiting (artikel 10 van het EVRM). Dit volgt uit het arrest-Goodwin van 27 maart 1996, nadien bevestigd in andere zaken.

## België
In België hebben journalisten en iedereen die journalistieke activiteiten uitoefent een wettelijk recht op geheimhouding van hun informatiebronnen. Het is ingevoerd door de wet van 7 april 2005 tot bescherming van de journalistieke bronnen. Deze wet vloeide voort uit een wetsvoorstel van volksvertegenwoordiger Geert Bourgeois.

### Reden waarom het bronnengeheim wettelijk moest geregeld worden
De wettelijke regeling is er gekomen om de Belgische wetgeving in overeenstemming te brengen met artikel 10 van het EVRM: ‘Het journalistiek bronnengeheim is een component van de vrije meningsuiting. Dat werd met zoveel woorden erkend door het Europees Hof voor de Rechten van de Mens (EHRM) in het arrest-Goodwin van 27 maart 1996. In dat arrest oordeelde het EHRM dat het bronnengeheim bescherming geniet onder artikel 10 van het EVRM. Dit arrest is baanbrekend: steunend op een verdrag met rechtstreekse werking is het onmiskenbaar bindend voor de Belgische rechter. De rechter is er derhalve toe gehouden om zich te conformeren aan het arrest-Goodwin. Hoewel het arrest-Goodwin in het Belgische rechtsstelsel een bron van recht is, kunnen we niet om de vaststelling heen dat het bronnengeheim nog vaak feitelijk wordt genegeerd.’

### Wie het bronnengeheim kan inroepen
Het bronnengeheim kan worden ingeroepen door:
- eenieder die een rechtstreekse bijdrage levert tot het verzamelen, redigeren, produceren of verspreiden van informatie voor het publiek via een medium. Iedereen die journalistieke activiteiten uitoefent heeft recht op geheimhouding van zijn of haar informatiebronnen. Het bronnengeheim zal dus ook kunnen ingeroepen worden door iemand die af en toe een krant uitgeeft en zelfs door een blogger.

- redactiemedewerkers, dus eenieder die door de uitoefening van zijn functie ertoe gebracht wordt kennis te nemen van informatie die tot de onthulling van een bron kan leiden, ongeacht of dat verloopt via het verzamelen, de redactionele verwerking, de productie of de verspreiding van die informatie.

De Bronnenwet verbiedt geen strafrechtelijke onderzoeksmaatregelen tegen iemand die geen bescherming van de bronnen geniet en die ervan verdacht wordt een misdrijf te hebben gepleegd door informatie door te geven aan iemand waarvan de bronnen wel zijn beschermd. Aldus kan het bronnengeheim niet worden ingeroepen door een politieman die met miskenning van het beroepsgeheim naar de pers lekt (arrest van het Hof van Cassatie van 6 februari 2008). De Bronnenwet is er om journalistieke bronnen te beschermen, maar niet om de misdrijven van die bronnen zelf te immuniseren. Het feit dat een politieman informatie lekte naar de pers volstaat dus niet om aan strafvervolging te ontsnappen.

### Omvang van de bescherming
De beschermde personen kunnen er niet toe worden gedwongen hun informatiebronnen vrij te geven en inlichtingen, opnames en documenten te verstrekken die onder meer:
- de identiteit van hun informanten kunnen bekendmaken;
- de aard of de herkomst van hun informatie kunnen prijsgeven;
- de identiteit van de auteur van een tekst of audiovisuele productie kunnen bekendmaken;
- de inhoud van de informatie en van de documenten zelf kunnen bekendmaken, indien daarmee de informant kan worden geïdentificeerd.

### Strafrechtelijke immuniteit
De personen die het bronnengeheim genieten kunnen niet strafrechtelijk vervolgd worden voor heling (artikel 505 van het Strafwetboek) als zij hun recht uitoefenen om hun informatiebronnen te verzwijgen.
Ingeval het beroepsgeheim in de zin van artikel 458 van het Strafwetboek wordt geschonden, kunnen de beschermde personen niet wegens deelneming worden vervolgd (artikel 67, vierde lid, van het Strafwetboek) als zij hun recht uitoefenen om hun informatiebronnen te verzwijgen. De beschermde personen kunnen dus niet vervolgd worden als medeplichtige van de schender van het beroepsgeheim om 'met hun weten de dader of de daders hebben geholpen of bijgestaan in daden die de misdaad of het wanbedrijf hebben voorbereid, vergemakkelijkt of voltooid'.

### Uitzonderingen op het bronnengeheim
De personen die het bronnengeheim kunnen inroepen kunnen enkel op vordering van de rechter ertoe gedwongen worden hun informatiebronnen vrij te geven, indien die van aard zijn misdrijven te voorkomen die een ernstige bedreiging opleveren voor de fysieke integriteit van één of meer personen, daarin begrepen de misdrijven bedoeld in artikel 137 van het Strafwetboek (terroristische misdrijven), in de mate zij de fysieke integriteit in het gedrang brengen, en indien de volgende cumulatieve voorwaarden vervuld zijn:
- de gevraagde informatie is van cruciaal belang voor het voorkomen van deze misdrijven;
- de gevraagde informatie kan op geen enkele andere wijze verkregen worden.

Uit het gebruik van het woord « voorkomen » in de wet volgt dat de rechter journalisten en redactiemedewerkers in beginsel niet kan dwingen hun informatiebronnen vrij te geven in het kader van een onderzoek naar reeds gepleegde misdrijven. 

### Overeenstemming met de Grondwet
Kort na de totstandkoming werd de Bronnenwet van verschillende kanten aangevochten bij het Arbitragehof. Op de eis van Luc Lamine om het bronnengeheim integraal op te heffen, werd niet ingegaan. Ook de onmogelijkheid om het bronnengeheim op te heffen bij een onderzoek naar reeds gepleegde misdrijven, was aanvaardbaar voor het Arbitragehof. Wanneer een inbreuk op het leven of op de fysieke integriteit eenmaal is gebeurd, kan deze geen verantwoording meer bieden om afbreuk te doen aan het fundamenteel recht van de vrije meningsuiting, aangezien de gerechtelijke overheden over voldoende andere middelen beschikken om hun onderzoek tot een goed einde te brengen.
Het Hof vernietigde daarentegen de wetsbepalingen die de bescherming beperkten tot beroepsmatig actieve journalisten en regelmatige bijdragen. Ook occasionele publicaties van amateurjournalisten genieten dus bescherming.

## IJsland
Op initiatief van het International Modern Media Institute is IJsland voorzien van een wettelijke bronbescherming. Het in 2011 ingevoerde artikel 25 van de nieuwe Informatiewet inspireerde zich op de Belgische wetgeving en gaat zelfs nog verder. Journalisten zijn verplicht om de anonimiteit te respecteren van bronnen die dit wensen, tenzij een rechtbank deze opheft.